# That's Why God Made the Radio
| 전문가 평가          | 전문가 평가 |
| 총 점수              | 총 점수     |
| 출처                 | 점수        |
| -------------------- | ----------- |
| 메타크리틱           | 64/100      |
| 평가 점수            |             |
| 출처                 | 점수        |
| AllMusic             | [ 3 ]       |
| Consequence of Sound | B-          |
| Digital Spy          | [ 5 ]       |
| Entertainment Weekly | B+          |
| The Guardian         | [ 7 ]       |
| Los Angeles Times    | [ 8 ]       |
| NME                  | 6/10        |
| Paste                | 6.0/10      |
| Rolling Stone        | [ 11 ]      |
| Spin                 | 6/10        |

《That's Why God Made the Radio》는 2012년 6월 5일, 캐피틀 레코드에서 발매된 미국의 록 밴드 비치 보이스의 스물아홉 번째 스튜디오 음반이다. 브라이언 윌슨이 프로듀싱한 이 음반은 밴드의 50주년 기념일에 맞춰 녹음되었다. 1992년 《Summer in Paradise》 이후 오리지널 소재를 선보인 첫 음반, 1963년 《Little Deuce Coupe》 이후 기타리스트 겸 백업 보컬 데이비드 마크스를 내세운 첫 음반, 1998년 공동 창업자 칼 윌슨의 사망 이후 첫 음반이다.
싱글 〈That's Why God Made the Radio〉에 이어, 이 음반은 빌보드 200에서 3위를 차지했고 1965년 이후 그들의 가장 높은 신소재 차트화 스튜디오 음반으로, 49년 만에 가장 긴 10위 음반으로 역대 두 번째에 올랐다.

## 배경
짐 피터릭은 이 음반의 제목은 자동차의 타원형 스피커를 통한 AM 라디오 방송 필터링에 대한 피터릭의 설명에 대한 브라이언의 논평에서 비롯되었다고 말했다.
음반 제작자 조 토머스에 따르면, 2008년 또는 2010년경 브라이언 윌슨은 윌슨의 1998년 솔로 음반 《Imagination》에서 녹음된 데모 테이프에 대해 물었다. "그는 전화를 걸어 제게 새로운 비치 보이스 곡에 대한 아이디어가 있다고 말했고, 저는 "좋아요"라고 말했습니다. 그리고 저는 몇 년 전 우리가 함께 작업했을 때 그는 자신의 솔로 음반에 결코 실리지 않았던 다른 비치 보이스 곡의 창시자가 있다고 지적했죠. 비치 보이스를 위해 특별히 격리시켰다는 거요 그래서 그런 것들을 편찬해 달라고 해서 몇 개도 안 됐고요." 두 사람은 팜스프링스에서 마이크 러브와 만남을 이어갔고, 그는 이후 공동작업에 동의했다.
2000년대 후반, 비치 보이스에서 살아남은 멤버들이 50주년 기념 투어와 음반을 위해 재결합할 것이라는 보도가 돌기 시작했다. 약간의 불확실성과 초기 부정에도 불구하고, 2011년 12월 16일 브라이언 윌슨, 마이크 러브, 앨 자딘, 브루스 존스턴, 데이비드 마크스가 새 음반과 비치 보이스 50주년 기념 재연합 투어를 위해 재결합할 것이라고 발표되었다. 스튜디오 재결합은 5월 초에 녹음된 1968년 싱글 음반 〈Do It Again〉의 리메이크에 의해 시작되었다. 다음날, 이 그룹은 음반의 오프닝 트랙인 〈Think About the Days〉를 녹음했다.

## 곡 목록
| #   | 제목                                 | 작사·작곡                                 | 리드 보컬                                                         | 재생 시간 |
| --- | ------------------------------------ | ----------------------------------------- | ----------------------------------------------------------------- | --------- |
| 1.  | 〈Think About the Days〉             | 브라이언 윌슨, 조 토머스                  | 그룹                                                              | 1:27      |
| 2.  | 〈That's Why God Made the Radio〉    | 윌슨, 토머스, 래리 밀라스, 짐 피터릭      | 브라이언 윌슨, 앨 자딘, 제프리 포스켓, 브루스 존스턴, 마이크 러브 | 3:19      |
| 3.  | 〈Isn't It Time〉                    | 윌슨, 마이크 러브, 토머스, 밀라스, 피터릭 | 윌슨, 존스턴, 자딘, 러브, 포스켓                                  | 3:45      |
| 4.  | 〈Spring Vacation〉                  | 윌슨, 토머스, 러브                        | 러브, 존스턴, 윌슨                                                | 3:06      |
| 5.  | 〈The Private Life of Bill and Sue〉 | 윌슨, 토머스                              | 윌슨, 포스켓                                                      | 4:17      |
| 6.  | 〈Shelter〉                          | 윌슨, 토머스                              | 윌슨, 포스켓                                                      | 3:02      |
| 7.  | 〈Daybreak Over the Ocean〉          | 러브                                      | 러브                                                              | 4:20      |
| 8.  | 〈Beaches in Mind〉                  | 윌슨, 러브, 토머스                        | 러브                                                              | 2:38      |
| 9.  | 〈Strange World〉                    | 윌슨, 토머스                              | 윌슨                                                              | 3:03      |
| 10. | 〈From There to Back Again〉         | 윌슨, 토머스                              | 자딘, 윌슨                                                        | 3:23      |
| 11. | 〈Pacific Coast Highway〉            | 윌슨, 토머스                              | 윌슨, 포스켓                                                      | 1:47      |
| 12. | 〈Summer's Gone〉                    | 윌슨, 존 본 조비, 토머스                  | 윌슨                                                              | 4:41      |

| #   | 제목                           | 작사·작곡  | 리드 보컬  | 재생 시간 |
| --- | ------------------------------ | ---------- | ---------- | --------- |
| 13. | 〈Do It Again (2012 version)〉 | 윌슨, 러브 | 러브, 윌슨 | 2:57      |